# Lippertova vila
Lippertova vila je rodinný dům čp. 555/XVIII s velkou zahradou ve Slunné ulici 15 v Praze 6-Střešovicích. Byl postaven v letech 1923–1924 ve stylu eklekticismu s novořeckými sloupy a novobarokní mansardou. Vžitý název Lippertova vila nese podle druhého a třetího vlastníka. Vila je od 16. května 1991 chráněna jako součást památkové zóny Vilová kolonie Ořechovka .

## Historie
Urbanistický plán střešovické kolonie rodinných domů Ořechovka se úspěšně vyhýbal přísně geometrickému, tj. pravoúhlému rozvrhu ulic a shodným rozměrům parcel i domů. Vždy po třech blocích domů byl vsazen pás zeleně či park, orientovaný severojižně do svahu (ulice V průhledu, Západní-Východní a Slunná). Slunná ulice je dosud pozoruhodná dvěma prioritami: má šířku bulváru, ale z větší části je její plocha pokryta trávníkem a osazena dvěma řadami stromů. A tyto parcely mají největší zahrady.
Věhlas a dosud tradované označení Lippertova vila dostal dům podle svého druhého a třetího majitele. Roku 1933 ji zakoupil úspěšný pražský obchodník a lahůdkář Josef Lippert. Po jeho smrti v roce 1936 ji zdědily jeho dvě děti: syn Viktor a dcera Marie. Oba byli od roku 1939 členy NSDAP. Dcera Marie s manželem Rudolfem Knappem a dětmi zde bydleli, a v roce 1946 byli vysídleni do Německa. Vilu převzala armáda. Naposledy se o vile psalo v souvislosti s Václavem Klausem, který ji po nástupu do úřadu prezidenta obýval a pravděpodobně z důvodu její neslavné minulosti opustil.

## Popis

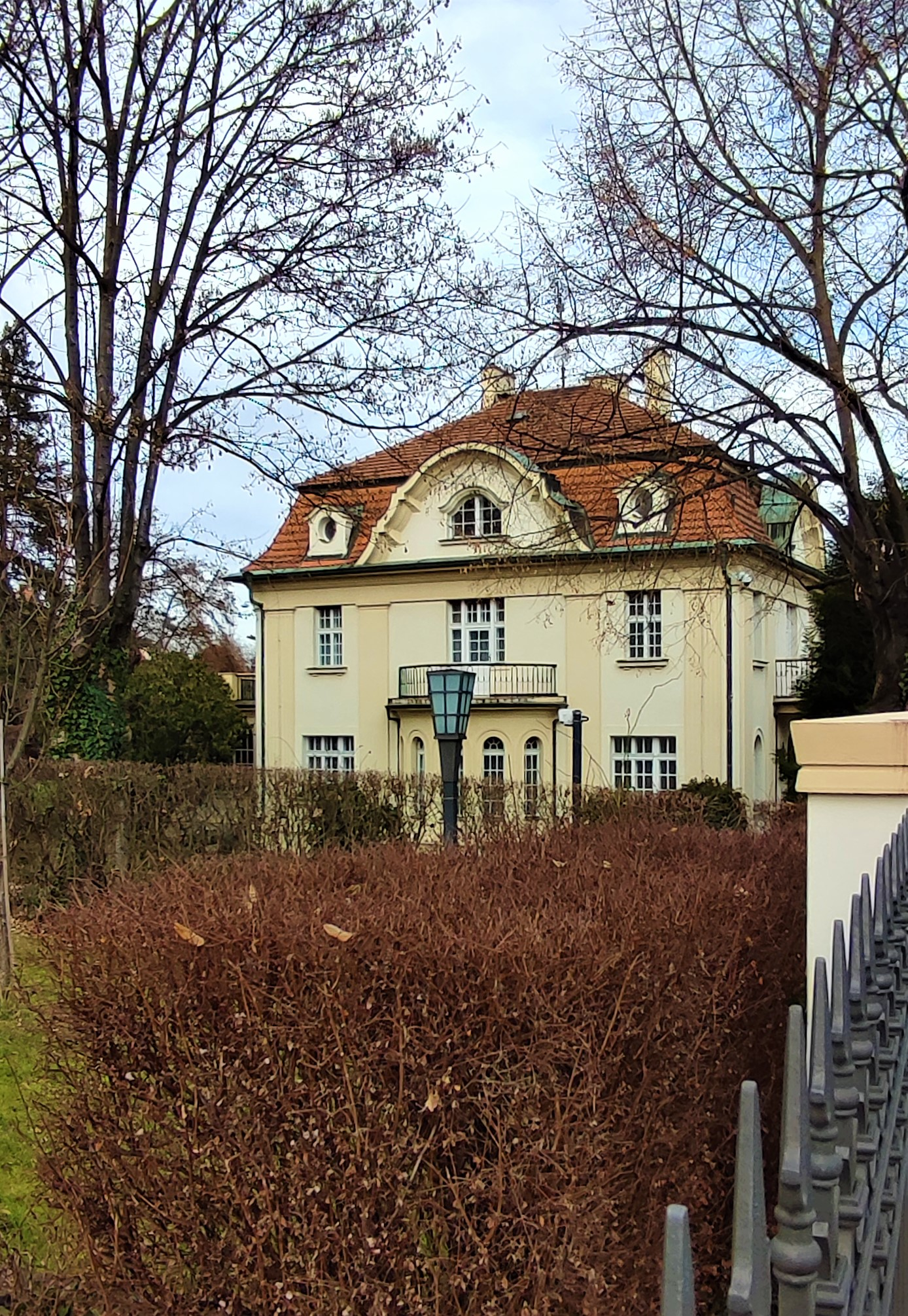
Zahradní průčelí Lippertovy vily

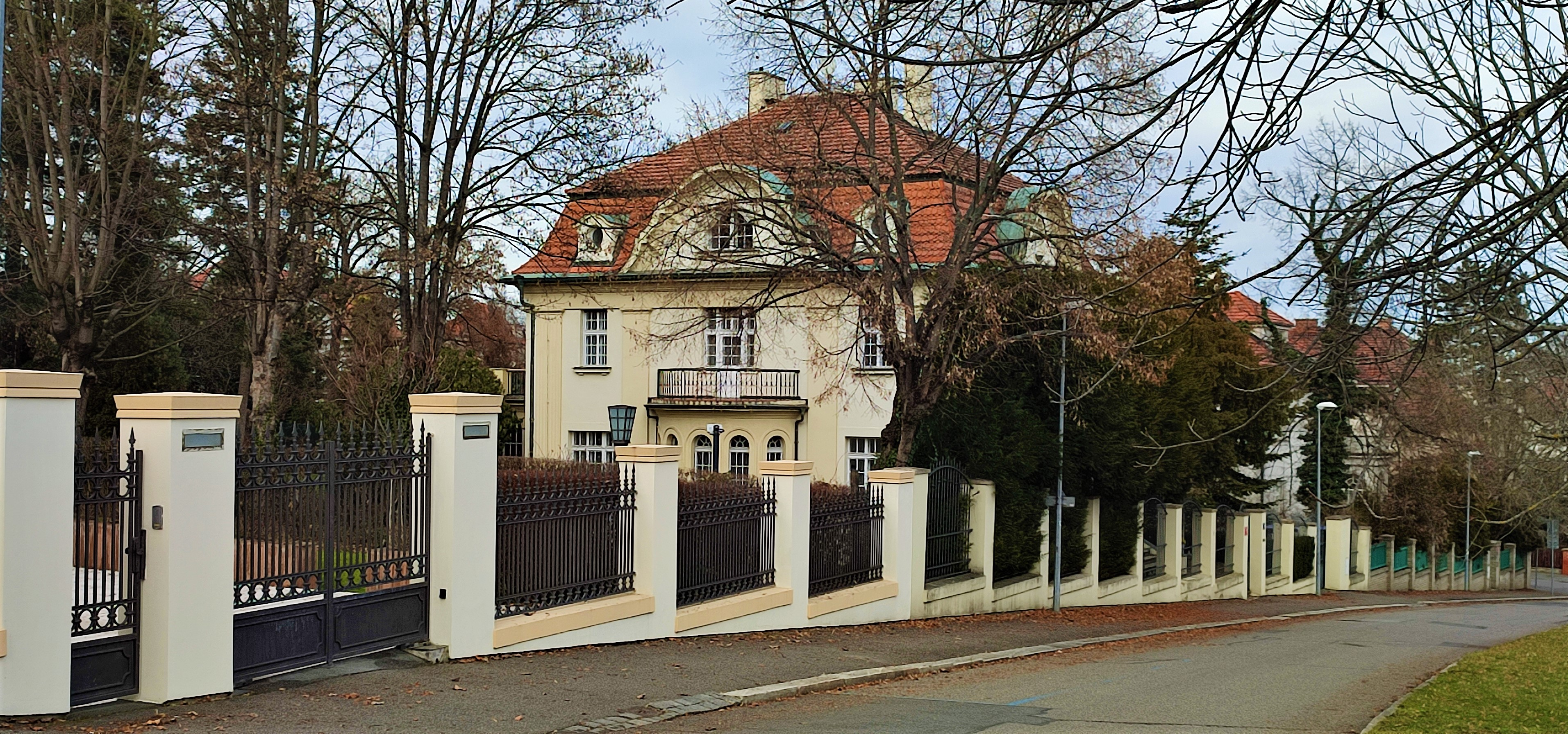
Lippertova vila od jihu ze Slunné ulice

Třípodlažní dům z cihelného zdiva má monumentální vstupní průčelí se schodištěm a dvojkřídlými vraty, flankované dvěma páry dórských sloupů, nesoucími balkón prvního patra. Střecha je mansardová, dvojspádová, s oválným okénkem a ozdobným ostěním. Interiér je řešen jako rodinná vila s velkou vstupní halou, procházející oběma patry. Jižní zahradní průčelí je řešeno obdobně, místo portiku má půlválcové těleso balkónu se terasou ve druhém patře. Eklektický styl architektury vyjadřuje i její rozmanitá štuková dekorace. Dominantní situaci vily v ulici podtrhují vzrostlé stromy, z nich smrky dosahují kolem 6 metrů výšky.